# Skärtjärnen (Silvbergs socken, Dalarna)
Skärtjärnen är en sjö i Säters kommun i Dalarna och ingår i Dalälvens huvudavrinningsområde.